# Истербрук (Вајоминг)
Истербрук (енгл. Esterbrook) насељено је место без административног статуса у америчкој савезној држави Вајоминг.

## Демографија
По попису из 2010. године број становника је 52, што је 20 (62,5%) становника више него 2000. године.
| Група             | 2000.       | 2010.       |
| Белци             | 32 (100,0%) | 52 (100,0%) |
| Афроамериканци    | 0 (0,0%)    | 0 (0,0%)    |
| Азијати           | 0 (0,0%)    | 0 (0,0%)    |
| Хиспаноамериканци | 0 (0,0%)    | 0 (0,0%)    |
| Укупно            | 32          | 52          |